# Cyclassics Hamburg 2023
De 26e editie van de BEMER Cyclassics vond plaats op 20 augustus 2023 op een parcours van 205,6 kilometer met start en finish in Hamburg. De wedstrijd maakte deel uit van de UCI World Tour. De Deen Mads Pedersen won de wedstrijd door in de sprint te winnen van de Nederlander Danny van Poppel en drievoudig winnaar Elia Viviani.

## Deelnemende ploegen
De achttien UCI World Tour-teams van dit seizoen plus drie Proteams startten met zeven renners per team, uitgezonderd Cofidis dat met zes renners aan de start verscheen, wat het deelnemersveld op 146 bracht.

## Uitslag
| Plaats  | Naam              | Ploeg                    | tijd     |
| ------- | ----------------- | ------------------------ | -------- |
| Winnaar | Mads Pedersen     | Lidl-Trek                | 4u36'35" |
| 2       | Danny van Poppel  | BORA-hansgrohe           | z.t.     |
| 3       | Elia Viviani      | INEOS Grenadiers         | z.t.     |
| 4       | Arnaud Démare     | Arkéa Samsic             | z.t.     |
| 5       | Laurence Pithie   | Groupama-FDJ             | z.t.     |
| 6       | Yves Lampaert     | Soudal-Quick Step        | z.t.     |
| 7       | Arnaud De Lie     | Lotto-Dstny              | z.t.     |
| 8       | Nils Politt       | BORA-hansgrohe           | z.t.     |
| 9       | Max Kanter        | Movistar Team            | z.t.     |
| 10      | Marc Hirschi      | UAE Team Emirates        | z.t.     |
| 11      | Florian Sénéchal  | Soudal-Quick Step        | z.t.     |
| 12      | Brandon McNulty   | UAE Team Emirates        | z.t.     |
| 13      | Madis Mihkels     | Intermarché-Circus-Wanty | z.t.     |
| 14      | Dries Van Gestel  | TotalEnergies            | z.t.     |
| 15      | Ethan Vernon      | Soudal-Quick Step        | z.t.     |
| 16      | Olav Kooij        | Team Jumbo-Visma         | z.t.     |
| 17      | Dylan Groenewegen | Team Jayco AlUla         | z.t.     |
| 18      | Owain Doull       | EF Education-EasyPost    | z.t.     |
| 19      | Alex Aranburu     | Movistar Team            | z.t.     |
| 20      | Jake Stewart      | Groupama-FDJ             | z.t.     |

1996 · 
1997 · 
1998 · 
1999 · 
2000 · 
2001 · 
2002 · 
2003 · 
2004 · 
2005 · 
2006 · 
2007 · 
2008 · 
2009 · 
2010 · 
2011 · 
2012 ·
2013 · 
2014 ·  
2015 ·  
2016 ·  
2017 · 
2018 · 
2019 · 
2020 · 
2021 · 
2022 · 
2023 ·
2024 ·
2025
Tour Down Under ·
Great Ocean Road Race ·
Ronde van de Verenigde Arabische Emiraten ·
Omloop Het Nieuwsblad ·
Strade Bianche ·
Parijs-Nice · 
Tirreno-Adriatico · 
Milaan-San Remo ·
Ronde van Catalonië ·
Classic Brugge-De Panne ·
E3 Saxo Bank Classic ·
Gent-Wevelgem ·
Dwars door Vlaanderen ·
Ronde van Vlaanderen ·
Ronde van het Baskenland ·
Parijs-Roubaix ·
Amstel Gold Race ·
Waalse Pijl ·
Luik-Bastenaken-Luik ·
Ronde van Romandië ·
Eschborn-Frankfurt ·
Ronde van Italië ·
Critérium du Dauphiné ·
Ronde van Zwitserland ·
Ronde van Frankrijk ·
Clásica San Sebastián ·
Ronde van Polen ·
BEMER Cyclassics ·
Renewi Tour ·
Ronde van Spanje ·
Bretagne Classic ·
GP van Quebec ·
GP van Montréal ·
Ronde van Lombardije ·
Ronde van Guangxi